# هیو اسپرینگر
هیو اسپرینگر (انگلیسی: Hugh Springer; زاده ۲۲ ژوئن ۱۹۱۳ – درگذشته ۱۴ آوریل ۱۹۹۴) سیاست‌مدار اهل باربادوس بود. وی از ۲۴ فوریه ۱۹۸۴ تا ۶ ژوئن ۱۹۹۰ فرماندار کل باربادوس بود.
هیو اسپرینگر در ۱۴ آوریل ۱۹۹۴، در سن ۸۰ سالگی درگذشت.